# Ohara (導盲犬)
Ohara（1998年1月 - 2013年6月29日），拉布拉多犬與黃金獵犬混種，第一隻由臺灣人培訓成功的導盲犬，其故事登上國小國語課本。

## 生平

### 申請
盲人張國瑞五歲時被竹箭刺傷眼珠，再因交感性眼炎，右眼視力一路惡化，小學半讀半盲，國中時視力失守，自此進入黑暗。他自後埔國小、重慶國中到板橋高中都上普通班，課業由點字書、老師、同學協助，還是板橋高中第一個視障生，考上淡江大學讀的是歷史系，到最後一年才因為研究電腦轉攻資訊。他討厭別人用海倫凱勒鼓勵，因不是每位盲人都很有錢受特別教育。
1993年9月1日，台灣盲人重建院院長也是財團法人惠光導盲犬教育基金會董事長的曾文雄展開台灣的導盲犬培訓計畫，包括引進種犬、訓練人員的培育、犬隻交配孕育，和寄養家庭的徵募。張國瑞在校園聽了導盲犬宣導說明會，於是1996年冬向惠光導盲犬教育基金會登記想要一隻導盲犬，四年後1999年10月他遇到了從紐西蘭來的Ohara。
Ohara的爸爸是拉不拉多、媽媽是黃金獵犬。牠是第一隻由臺灣人培訓成功的導盲犬，僅以三個月導盲犬課程就結訓，從紐西蘭皇家導盲犬學校帶回臺灣。張國瑞回憶Ohara初來乍到的訓練時期，從未養過動物的他，每天都得和Ohara走上五、六個小時培養默契，Ohara剛開始還會低頭在地上亂聞，不認同他是主人，兩週過去後，雙方開始建立默契，而惠光導盲犬教育基金會導盲犬訓練師就旁打分數。訓練師為主人和導盲犬配對的過程中，發現Ohara恰好能配合張國瑞較慢的步伐，且一人一狗的身高也配得剛好，於是配對成功就獲選。
1999年1月10日，由內政部長黃主文主持為Ohara這臺灣第二隻導盲犬主持結訓典禮，交與張國瑞使用，並有臺灣第一隻導盲犬Aggie的台灣盲人重建院的教務主任柯明期參與典禮。

### 服務
因研發盲生專用電腦申請到淡江大學資訊工程研究所的張國瑞，在學校附近租房。五個多月與Ohara相處以來，他肯定生活變得便里且友善，從住處到學校辦公室的路途由二十分鐘縮短一半，不再會撞到機車或電話亭，任何行程中都增添許多陌生而友善的招呼聲。對於帶Ohara出門，他心得是最大的困擾應該是走在校園等人多的場所，民眾都會忍不住前來摸摸看，容易讓Ohara分心而走歪，必須「罵」牠一聲讓牠重拾注意力，專注在導盲工作上，雖然他覺得蠻無辜的，但為了自己的安全還是必須適時斥責一番。在飼養方面，每月僅需新台幣一千元左右的飼料費，不至對他造成多大負擔。平日伴隨主人上課時，因Ohara會窩在課桌子下睡覺，還被女教師說真像一聽課就睡覺的大學生，不過也因睡太多運動少，體重從三十七公斤直升四十，被訓練師建議要減肥到三十六。
2001年秋，日之昇文化事業出版張國瑞的《Ohara的導盲日記》。
2002年6月23日，日本導盲犬綜合訓練中心理事長草川昭三率隊參訪惠光導盲犬教育基金會，臺灣僅有的二隻導盲犬Aggie、Ohara亦現身示範，當年牠們分別為八歲、四歲半。當年夏天，張國瑞取得淡江大學資訊工程所碩士，於淡江大學盲生資源中心擔任系統工程師。他感到工程師的工作很悶、朋友接觸少，但只要帶著Ohara出門、等捷運時就有人主動向前打招呼。為此他替Ohara印製了頭銜是「系統工程師助理─Ohara」的名片，並架設網址是http://ohara.batol.net的介紹網站。因有許多女性對Ohara感興趣，因此讓他萌生與愛狗的女生談戀愛的願望。在主人追求女生時，Ohara會到女生腳邊撒嬌示好；在主人被女生拒絕後，回趴在地上彷彿自己吃了敗仗。他曾難為情地向記者說Ohara更陪伴度過失戀時期，難過掉眼淚時，也依偎著Ohara入眠。
張國瑞有參加淡江大學盲人棒球隊，遂認識了曾任兄弟象《兄弟棒球》棒球月刊總編輯的陳芸英。2003年，陳芸英與攝影師李明陽合作，用攝影書記錄張國瑞和Ohara的生活，出版《讓我做你的眼睛》。2004年3月27日，台北市立圖書館舉行「二〇〇三好書大家讀」年度最佳少年兒童讀物獎頒獎典禮，此書以非故事文學組獲獎。
2004年9月23日，《再見了，可魯》在臺灣舉辦試映會。張國瑞與Ohara受邀參加試映會，此後路人常叫Ohara「可魯」。該電影的風潮，使得臺灣大眾進一步認識導盲犬，因而該年12月3日，國際身心障礙者日，市長馬英九於市府貴賓室表揚Ohara、Zene、Onor、Misty、Harry、Takky這六隻導盲犬並頒發感謝狀。《讓我做你的眼睛》也因電影熱映，銷售上萬本。

### 退休
2005年初，導盲犬訓練師芳芝到紐西蘭皇家導盲犬學校出差，遇到Ohara的妹妹Omai，才知道三年前Omai七歲時就已從導盲工作退休，但牠的哥哥還在臺灣工作。2009年，導盲犬訓練師提醒張國瑞，該讓十二歲的Ohara退休，但張國瑞百般抗拒。
某天，張國瑞從榮總看望生病的父親後，自淡水站搭公車時，Ohara從公車台階掉下來，從那一次起，他發現Ohara上公車很吃力、走樓梯時步履沉重，睡覺時間拉長。他因此主動聯絡訓練師，Ohara退休可以，但他自己照顧，也問有沒有可能同時有兩隻導盲犬？退休的Ohara就讓牠成為寵物。訓練師回應狗們會互相忌妒，且連張國瑞的母親都已臥病在床，無多餘家人可照顧老狗。於是，張國瑞終於同意再申請第二隻導盲犬，讓Ohara退休。
2010年3月，經惠光導盲犬教育基金會評估安排，Ohara送往一對在宜蘭縣經營咖啡館的夫妻家中度過餘生，該對夫妻來台北盲人重建院擔任志工，同時又是愛狗人家，也和張國瑞相識，因此當Ohara去試住幾天還能適應後，終於決定這就是牠的新家。離別之日，張國瑞很堅持準備了一年份的維骨力、半年份的防蟲藥。不料一年後因社區反對住戶飼養大型犬，Ohara再度從宜蘭搬到在台中的收養人。後來，該家庭也收容了張國瑞第二隻導盲犬Effem。
2011年底，張國瑞確診為漸凍人。2012年7月Ohara病危，由獸醫杜白救治。該年，陳芸英將描寫《讓我做你的眼睛》續集《再見，Ohara》投稿在《讀者文摘》。
2013年6月29日，Ohara去世。8月17日，Ohara訓練師成立的台灣導盲犬協會舉辦追思會，張國瑞已無法言語，由他的妹妹張晴珈代替念信：「感謝Ohara照顧我10年，把我從一個很宅的工程師帶出來，我們永遠是哥兒們。」
2015年，翰林出版社將《讓我做你的眼睛》一篇故事收錄在國小五年級上學期國語課第十二課，以長達六頁的課文內容描述象神颱風時，訓練要在戶外排尿的Ohara為了不讓主人在狂風暴雨中冒險出門，寧可違抗命令，硬憋尿超過一天。